# Journal of Synchrotron Radiation
Journal of Synchrotron Radiation (abrégé en J. Synchr. Rad.) est une revue scientifique à comité de lecture. Ce bimestriel publie des articles sur l'instrumentation et les applications du rayonnement synchrotron .
D'après le Journal Citation Reports, le facteur d'impact de ce journal était de 3,232 en 2017. Actuellement, le directeur de publication est Andrew J. Allen (National Institute of Standards and Technology, États-Unis). À partir de 2014 la revue est publiée exclusivement en ligne.